# Área postrema
A área postrema, uma estrutura presente no mielencéfalo, consiste num órgão circuventricular com capilares permeáveis e neurônios sensoriais que permite detectar mensageiros químicos presentes no sangue e traduzi-los em circuitos neurais. Sua posição adjacente aos núcleos bilaterais do trato solitário e seu papel como transdutor sensorial permitem integrar funções autonômicas entre o sangue e o cérebro. Esses papeis da área prostema incluem a detecção de hormônios circulantes envolvidos no controle do vômito, sede, fome e pressão arterial.